# Новая Полянка
Новая Полянка — заброшенная деревня в Граховском районе Удмуртии.

## История
С 1924 года деревня входила в состав Верхнеигринского сельсовета, но уже в следующем 1925 году сельсовет был разукрупнён и образован Большеерыксинский сельсовет в состав которого отошла деревня. В 1932 году Большеерыксинский сельсовет упразднён, деревня отошла к вновь образованному Мари-Возжайскому сельсовету.
В 1959 году Мари-Возжайский сельсовет также ликвидирован и присоединён к Новогорскому сельсовету.
Указом Президиума Верховного Совета УАССР от 21 апреля 1967 года деревня Новая Полянка Новогорского сельсовета была исключена с учёта.

## Известные жители
В деревне родился В. П. Малков — известный учёный в области механики.